# Бушема, Анджело
Анджело Бушема (итал. Angelo Buscema; род. 9 февраля 1952, Рим) — судья Конституционного суда Италии.

## Биография
Родился 9 февраля 1952 года в Риме. Окончил университет Перуджи. В 1975 году окончил курс государственного управления университета Сапиенца.
С 1981 года являлся членом Счётной палаты Италии. С 2011 года являлся президентом отделения Палаты.
С 2014 по 2017 год являлся президентом координационного отдела, который осуществлял координацию между отделами Счётной палаты. Организовывал подготовку отчётов по государственным финансам для слушаний в Парламенте Италии, отчёта по стоимости рабочей силы за 2016 год, отчёта по системе университетов за 2017 год. Организовывал надзор за принятием государственного бюджета.
Являлся президентом судебного отделения Палаты в Венеции, директором по судебным вопросам секретариата Президентского совета Палаты.
Являлся судебным представителем в компании ENAV, Итальянском космическом агентстве, Красном кресте Италии.
С 2009 по 2012 год являлся также председателем Ассоциации судей Палаты аудиторов Италии.
Председатель Счётной палаты Италии (31 декабря 2017 — 14 сентября 2020).
Судья Конституционного суда Италии (с 12 июля 2020). Принёс присягу в качестве судьи 15 сентября 2020 года, и с данной даты стал исполнять полномочия судьи.
Преподавал бухгалтерский учёт и организацию государственного управления в Высшей школе государственного управления Италии, Высшей школе экономики и финансов Италии, Втором Неаполитанском университете, университете Кассино.
Автор книг по вопросам бухгалтерского учёта и административного права, в том числе:
- «Patrimonio dello Stato e degli Enti Pubblici» in: Digesto IV Edizione, vol. XI Pubblicistico (издательство «UTET», Турин, 1996)
- «Contabilità degli Enti Locali, Province, Comuni, Camere di Commercio, Altri Enti Locali» (издательство «Giuffrè», Милан, 1998;
- «Patrimonio Pubblico» (издательство «Giuffrè», Милан, 1999)
- «I Servizi Economali Pubblici: Origini, Evoluzione, Strumenti di Gestione e di Garanzia» (издательство «Maggioli», 2002)
- «Il ‘giusto processo’ nel giudizio contabile» Rivista bimestrale Il Giusto Processo n. 2 del 2002
- «La Privatizzazione delle Strutture Pubbliche» (издательство «Maggioli», Римини, 2004)
- «Contabilità dello Stato e degli Enti Pubblici» 4th ed. (издательство «Giuffrè», Милан, 2005)
- «I Servizi Economali Pubblici: con particolare riferimento agli enti locali», 2nd ed. (издательство «Maggioli», Santarcangelo di Romagna, 2007)
- «Contratti della Pubblica Amministrazione» (издательство «Cedam», Падуя, 2008)

Автор более 50 статей.

## Награды
- Кавалер Большого креста Ордена «За заслуги перед Итальянской Республикой» (2 июня 2018)